# Mistrovství světa v biatlonu 2024 – sprint žen
Sprint žen na Mistrovství světa v biatlonu 2024 se konal v pátek 9. února v Novém Městě na Moravě na biatlonovém stadionu Vysočina Arena jako první individuální závod šampionátu. Závod odstartoval v 17:20 hodin středoevropského času. Do závodu nastoupilo 93 žen.
Obhájkyní triumfu z roku 2023 byla Němka Denise Herrmannová-Wicková, která na konci předcházející sezóny ukončila kariéru. Úřadující olympijskou vítězkou z této disciplíny byla Norka Marte Olsbuová Røiselandová, která taktéž do závodu nezasáhla z důvodu ukončení kariéry.
Vítězkou se stala díky bezchybné střelby a rychlému běhu Francouzka Julia Simonová, která tak získala svůj druhý individuální titul mistryně světa, když navázal na rok starý triumf ve stíhacím závodu. Celkově to pro ni byla pátá zlatá medaile na světových šampionátech a druhá na probíhajícím. Stala se čtvrtou francouzskou mistryní světa ve sprintu, když před ní to dokázaly Anne Briandová (1995), Sylvie Becaertová (2003) and Marie Dorinová Habertová (2015). Stupně vítězů doplnily její krajanky – druhé místo obsadila Justine Braisazová-Bouchetová a bronz získala Lou Jeanmonnotová. Pro  Braisazovou-Bouchetovou to bylo vůbec její nejlepší výsledek ve sprintu na vrcholných akcích, Jeanmonnotová získala svůj první cenný kov na takto velké akci. Francouzskou dominanci stvrdila čtvrtá Sophie Chauveauová – vůbec poprvé od roku Mistrovství světa 1984 obsadily první čtyři příčky v ženském individuálním závodě závodnice jedné země.

## Průběh závodu
Hned na začátku startovala Francouzka Julia Simonová, která rychle běžela, nejrychleji střílela a trefila všechny terče. Žádná jiná biatlonistka se nedokázala jejímu výsledku vyrovnat, a Simonová tak nakonec triumfovala. Její krajanka Justine Braisazová-Bouchetová na první položce jednou chybovala a po první střelbě byla až na 11. místě, zaznamenala ale celkově nejrychlejší běžecký čas a díky bezchybné druhé střelbě obsadila druhé místo. V první polovině závodu se vysoko udržovala i průběžná lídryně světového pořadí, Norka Ingrid Landmark Tandrevoldová, která po první střelbě dokonce vedla, ale při druhé střelecké položce netrefila tři terče a skončila mimo první dvacítku. Stupně vítězů doplnila další Francouzka Lou Jeanmonnotová. Čtvrté místo obsadila také reprezentantka Francie Sophie Chauveauová. Lotyška Baiba Bendiková obsadila páté místo, čímž výrazně vylepšila nejlepší výsledek z mistrovství světa. Kromě Simonové se mezi nejlepší desítkou umístily ještě dvě bezchybné střelkyně – Italky Lisa Vittozziová a Dorothea Wiererová, které však ztrácely na francouzskou reprezentantku běžecky. Po umístění v první světové desítce sahala i Ukrajinka Chrystyna Dmytrenková, která střílela bez chyby a do posledního okruhu vyjížděla na 5. místě, ovšem běžecky ztrácela a dojela 12. Jedinou bývalou mistryní světa ve sprintu, která do závodu nastoupila, se stala 39letá Slovenka Anastasia Kuzminová, která ale dvakrát minula terč a neběžela rychle; z 61. místa těsně nepostoupila do stíhacího závodu. Ještě hůře dopadla jedna z favoritek závodu, sedmá žena klasifikace Lena Häckiová-Großová, která trefila jenom polovinu terčů a dojela až 66.

Češkám se nedařilo na střelnici, když všechny čtyři reprezentantky alespoň na jedné položce netrefily po dvou terčích. Nejlépe skončila Markéta Davidová díky dobrému běžeckému času na 17. místě, v první čtyřicítce se umístily ještě Tereza Voborníková a Lucie Charvátová. Do stíhacího závodu postoupila i Jessica Jislová. Většinou si stěžovaly na to, že trať byla pro závodnice s vyššími startovními čísly rozbitá a lyže se zpomalovaly.

## Reference

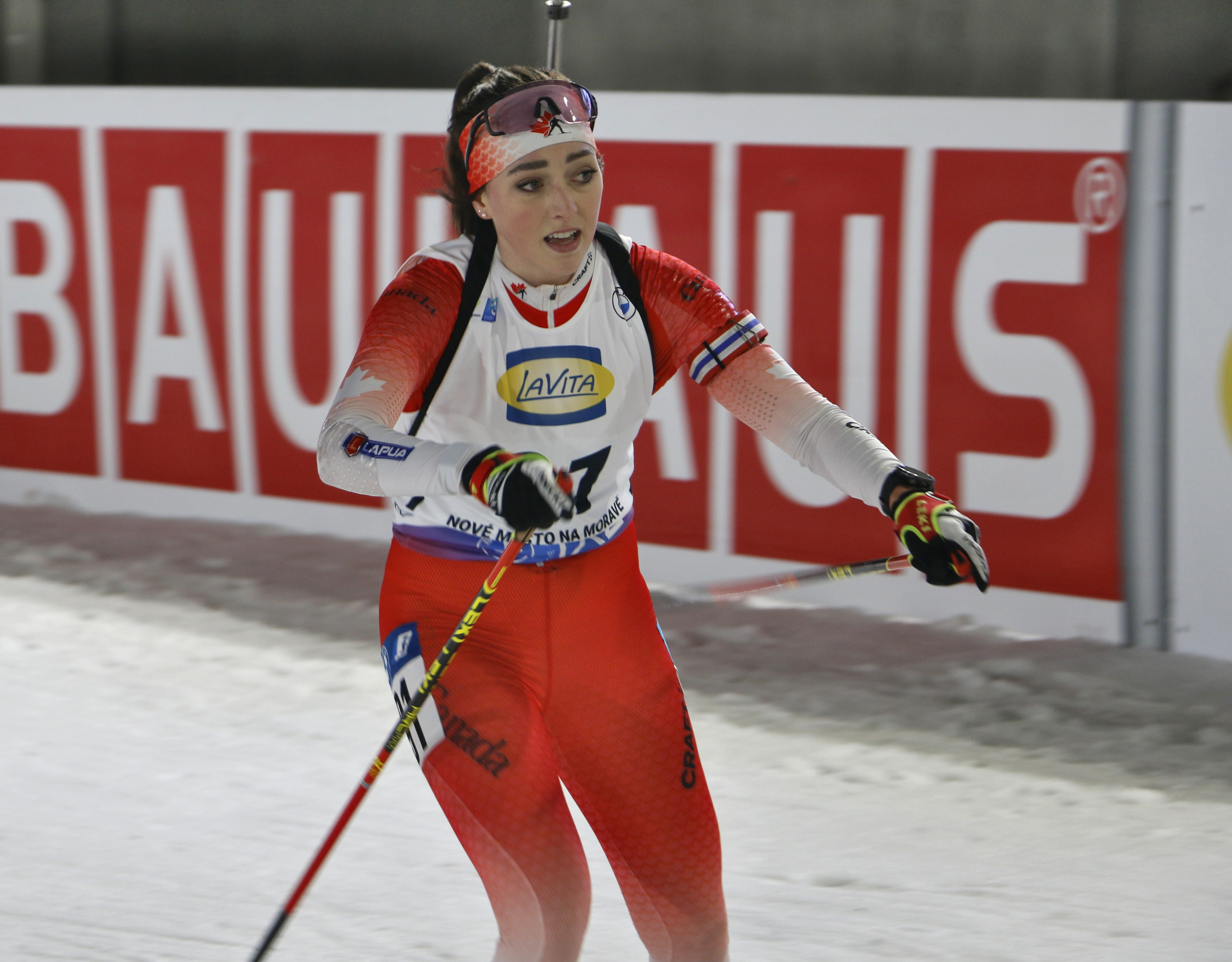
Emily Dicksonová při příjezdu na střelnici

## Výsledky
| Pořadí | č. | závodnice                          | stát        | střelba (L+S) | čas     | ztráta  |
| --- | -- | ---------------------------------- | ----------- | ------------- | ------- | ------- |
| Zlatá medaile                                                                                               | 2  | Julia Simonová                     | Francie     | 0 (0+0)       | 20:07,5 |         |
| Stříbrná medaile                                                                                            | 21 | Justine Braisazová-Bouchetová      | Francie     | 1 (1+0)       | 20:12,4 | +4,9    |
| Bronzová medaile                                                                                            | 5  | Lou Jeanmonnotová                  | Francie     | 1 (0+1)       | 20:48,3 | +40,8   |
| 4. | 40 | Sophie Chauveauová                 | Francie     | 1 (1+0)       | 20:51,7 | +44,2   |
| 5. | 44 | Baiba Bendiková                    | Lotyšsko    | 1 (0+1)       | 20:54,0 | +46,5   |
| 6. | 19 | Franziska Preussová                | Německo     | 1 (0+1)       | 21:12,8 | +1:05,3 |
| 7. | 23 | Lisa Vittozziová                   | Itálie      | 0 (0+0)       | 21:13,8 | +1:06,3 |
| 8. | 6  | Hanna Öbergová                     | Švédsko     | 1 (0+1)       | 21:14,3 | +1:06,8 |
| 9. | 11 | Elvira Öbergová (b)                | Švédsko     | 1 (0+1)       | 21:16,7 | +1:09,2 |
| 10. | 16 | Dorothea Wiererová                 | Itálie      | 0 (0+0)       | 21:26,4 | +1:18,9 |
| 11. | 4  | Anna Gandlerová                    | Rakousko    | 1 (0+1)       | 21:26,8 | +1:19,3 |
| 12. | 59 | Chrystyna Dmytrenková              | Ukrajina    | 0 (0+0)       | 21:33,7 | +1:26,2 |
| 13. | 76 | Tamara Steinerová                  | Rakousko    | 0 (0+0)       | 21:43,5 | +1:36,0 |
| 14. | 28 | Juni Arnekleivová                  | Norsko      | 1 (1+0)       | 21:43,6 | +1:36,1 |
| 15. | 78 | Jeanne Richardová                  | Francie     | 2 (0+2)       | 21:44,5 | +1:37,0 |
| 16. | 73 | Natalia Sidorowiczová              | Polsko      | 0 (0+0)       | 21:47,3 | +1:39,8 |
| 17. | 24 | Markéta Davidová                   | Česko       | 2 (0+2)       | 21:49,0 | +1:41,5 |
| 18. | 17 | Vanessa Voigtová                   | Německo     | 1 (0+1)       | 21:50,0 | +1:42,5 |
| 19. | 46 | Iryna Petrenková                   | Ukrajina    | 0 (0+0)       | 21:51,6 | +1:44,1 |
| 20. | 32 | Anna Magnussonová                  | Švédsko     | 2 (1+1)       | 21:52,2 | +1:48,3 |
| 21. | 3  | Julija Džymová                     | Ukrajina    | 1 (0+1)       | 21:55,8 | +1:50,2 |
| 22 | 30 | Ida Lienová                        | Norsko      | 3 (0+3)       | 21:57,7 | +1:52,9 |
| 23. | 57 | Joanna Jakiełová                   | Polsko      | 1 (0+1)       | 22:00,4 | +1:56,3 |
| 24. | 1  | Tuuli Tomingasová                  | Estonsko    | 2 (0+2)       | 22:03,8 | +1:56,6 |
| 25 | 26 | Ingrid Landmark Tandrevoldová (yr) | Norsko      | 3 (0+3)       | 22:04,1 | +1:56,6 |
| 25. | 68 | Regina Ermitsová                   | Estonsko    | 2 (2+0)       | 22:04,1 | +1:59,3 |
| 27. | 12 | Lotte Lieová                       | Belgie      | 1 (1+0)       | 22:06,8 | +2:04,4 |
| 28. | 52 | Sophia Schneiderová                | Německo     | 2 (1+1)       | 22:11,9 | +2:05,6 |
| 29. | 84 | Anastasija Merkušinová             | Ukrajina    | 1 (0+1)       | 22:13,1 | +2:09,1 |
| 30. | 54 | Darja Virolajnenová                | Finsko      | 1 (0+1)       | 22:16,6 | +2:09,1 |
| 30. | 79 | Lena Repincová                     | Slovinsko   | 0 (0+0)       | 22:16,6 | +2:09,1 |
| 32. | 55 | Tereza Voborníková                 | Česko       | 2 (2+0)       | 22:17,4 | +2:09,9 |
| 33. | 8  | Karoline Offigstad Knottenová      | Norsko      | 2 (0+2)       | 22:20,3 | +2:12,8 |
| 34 | 43 | Lisa Theresa Hauserová             | Rakousko    | 1 (0+1)       | 22:22,1 | +2:14,6 |
| 35. | 9  | Janina Hettichová-Walzová          | Německo     | 3 (0+3)       | 22:22,3 | +2:14,8 |
| 36. | 10 | Anamarija Lampičová                | Slovinsko   | 5 (2+3)       | 22:26,8 | +2:19,3 |
| 37. | 62 | Samuela Comolová                   | Itálie      | 1 (0+1)       | 22:27,2 | +2:19,7 |
| 38. | 15 | Mona Brorssonová                   | Švédsko     | 2 (1+1)       | 22:29,8 | +2:22,3 |
| 39. | 18 | Deedra Irwinová                    | USA         | 2 (1+1)       | 22:32,1 | +2:24,6 |
| 40. | 87 | Lucie Charvátová                   | Česko       | 3 (1+2)       | 22:34,3 | +2:26,8 |
| 41. | 37 | Susan Külmová                      | Estonsko    | 2 (0+2)       | 22:34,9 | +2:27,4 |
| 42. | 33 | Jekatěrina Avvakumovová            | Jižní Korea | 1 (0+1)       | 22:35,7 | +2:28,2 |
| 43. | 77 | Galina Višněvská-Šeporenková       | Kazachstán  | 0 (0+0)       | 22:36,7 | +2:29,2 |
| 44. | 50 | Polona Klemenčičová                | Slovinsko   | 2 (0+2)       | 22:39,0 | +2:31,5 |
| 45. | 35 | Michela Carrarová                  | Itálie      | 4 (1+3)       | 22:39,4 | +2:31,9 |
| 46. | 14 | Anna Mąková                        | Polsko      | 1 (1+0)       | 22:39,7 | +2:32,2 |
| 47. | 22 | Suvi Minkkinenová                  | Finsko      | 2 (0+2)       | 22:45,0 | +2:37,5 |
| 48. | 66 | Jessica Jislová                    | Česko       | 2 (0+2)       | 22:45,7 | +2:38,2 |
| 49. | 63 | Eve Bouvardová                     | Belgie      | 1 (0+1)       | 22:49,2 | +2:41,7 |
| 49. | 80 | Elisa Gasparinová                  | Švýcarsko   | 1 (0+1)       | 22:49,2 | +2:41,7 |
| 51. | 93 | Anna Juppeová                      | Rakousko    | 3 (1+2)       | 22:55,0 | +2:47,5 |
| 52. | 89 | Venla Lehtonenová                  | Finsko      | 1 (1+0)       | 22:56,8 | +2:49,3 |
| 53. | 20 | Nadia Moserová                     | Kanada      | 2 (1+1)       | 22:58,5 | +2:51,0 |
| 54. | 27 | Amy Basergová                      | Švýcarsko   | 3 (2+1)       | 23:00,3 | +2:52,8 |
| 55. | 36 | Maya Cloetensová                   | Belgie      | 2 (0+2)       | 23:00,8 | +2:53,3 |
| 55 | 65 | Natalja Kočerginaová               | Litva       | 2 (1+1)       | 23:00,8 | +2:53,3 |
| 57. | 91 | Emily Dicksonová                   | Kanada      | 0 (0+0)       | 23:03,6 | +2:56,1 |
| 58. | 92 | Tara Geraghty-Moatsová             | USA         | 1 (0+1)       | 23:05,2 | +2:57,7 |
| 59. | 71 | Noora Kaisa Keranenová             | Finsko      | 0 (0+0)       | 23:06,5 | +2:59,0 |
| 60. | 58 | Lidiia Zhurauskaiteová             | Litva       | 3 (2+1)       | 23:09,6 | +3:02,1 |
| 61. | 51 | Anastasia Kuzminová                | Slovensko   | 2 (1+1)       | 23:10,2 | +3:02,7 |
| 62. | 48 | Aita Gasparinová                   | Švýcarsko   | 2 (1+1)       | 23:14,5 | +3:07,0 |
| 63. | 81 | Johanna Talihärmová                | Estonsko    | 2 (2+0)       | 23:27,1 | +3:19,6 |
| 64. | 60 | Zuzana Remeňovová                  | Slovensko   | 2 (1+1)       | 23:27,3 | +3:19,8 |
| 65. | 47 | Lora Hristovová                    | Bulharsko   | 3 (0+3)       | 23:35,1 | +3:27,6 |
| 66. | 13 | Lena Häckiová-Großová              | Švýcarsko   | 5 (1+4)       | 23:36,6 | +3:29,1 |
| 67. | 64 | Benita Pfeifferová                 | Kanada      | 2 (0+2)       | 23:38,7 | +3:31,2 |
| 68. | 48 | Mária Remenová                     | Slovensko   | 2 (2+0)       | 23:39,1 | +3:31,6 |
| 69. | 81 | Emma Lunderová                     | Kanada      | 3 (2+1)       | 23:42,7 | +3:35,2 |
| 70. | 60 | Andreea Mezdreaová                 | Rumunsko    | 1 (1+0)       | 23:45,0 | +3:37,5 |
| 71. | 47 | Darcie Mortonová                   | Austrálie   | 3 (2+1)       | 23:47,8 | +3:40,3 |
| 72. | 13 | Alla Ghilenková                    | Moldavsko   | 3 (1+2)       | 23:51,7 | +3:44,2 |
| 73. | 64 | Anika Kozicová                     | Chorvatsko  | 2 (1+1)       | 23:54,3 | +3:46,8 |
| 74. | 48 | Judita Traubaiteová                | Litva       | 3 (1+2)       | 23:54,4 | +3:46,9 |
| 75. | 81 | Anastasia Tolmachevová             | Rumunsko    | 3 (2+1)       | 23:56,3 | +3:48,8 |
| 76. | 60 | Valentina Dimitrová                | Bulharsko   | 3 (3+0)       | 23:58,4 | +3:50,9 |
| 77. | 47 | Ukaleq Astri Slettemarková         | Grónsko     | 1 (1+0)       | 24:03,3 | +3:55,8 |
| 78. | 13 | Alina Skripkinová                  | Kazachstán  | 1 (0+1)       | 23:09,3 | +4:01,8 |
| 79. | 64 | Annija Sabuleová                   | Lotyšsko    | 1 (0+1)       | 24:15,2 | +4:07,7 |
| 80. | 67 | Elena Chirkovová                   | Rumunsko    | 2 (1+1)       | 24:31,9 | +4:24,4 |
| 80. | 69 | Chloe Levinsová                    | USA         | 2 (1+1)       | 24:31,9 | +4:24,4 |
| 82. | 41 | Polina Jegorovová                  | Kazachstán  | 4 (2+2)       | 24:33,1 | +4:25,6 |
| 83. | 61 | Aliona Makarovová                  | Moldavsko   | 3 (1+2)       | 24:39,4 | +4:31,9 |
| 84. | 85 | Daria Gembicková                   | Polsko      | 4 (1+3)       | 24:57,1 | +4:49,6 |
| 85. | 72 | Sandra Buliņová                    | Lotyšsko    | 5 (2+3)       | 25:14,6 | +5:07,1 |
| 86. | 49 | Aoi Satová                         | Japonsko    | 4 (3+1)       | 25:17,7 | +5:10,2 |
| 87. | 29 | Jackie Garsová                     | USA         | 3 (0+3)       | 25:20,9 | +5:13,4 |
| 88. | 74 | Maria Zdravková                    | Bulharsko   | 3 (1+2)       | 25:26,3 | +5:18,8 |
| 89. | 83 | Júlia Machyniaková                 | Slovensko   | 4 (1+3)       | 25:27,8 | +5:20,3 |
| 90. | 88 | Choi Yoo-nah                       | Jižní Korea | 2 (1+1)       | 25:28,1 | +5:20,6 |
| 91. | 56 | Konstantina Charalampidouová       | Řecko       | 1 (1+0)       | 25:28,5 | +5:21,0 |
| 92. | 75 | Ko Eun-jungo                       | Jižní Korea | 2 (1+1)       | 25:31,7 | +5:24,2 |
| 93. | 70 | Hikaru Fukudaová                   | Japonsko    | 4 (1+3)       | 25:54,2 | +5:46,7 |
| Zdroj: (yr) – vedoucí závodnice hodnocení světového poháru a disciplíny, (b) – nejlepší závodnice do 25 let |    |                                    |             |               |         |         |